# Maguey Blanco
Maguey Blanco är en ort i Mexiko.   Den ligger i kommunen San Luis de la Paz och delstaten Guanajuato, i den centrala delen av landet, 260 km nordväst om huvudstaden Mexico City. Maguey Blanco ligger 1 996 meter över havet och antalet invånare är 972.
Terrängen runt Maguey Blanco är kuperad österut, men västerut är den platt. Runt Maguey Blanco är det ganska tätbefolkat, med 52 invånare per kvadratkilometer. Närmaste större samhälle är San Luis de la Paz, 4,2 km sydost om Maguey Blanco. Trakten runt Maguey Blanco består till största delen av jordbruksmark.